# الکس پاستور
الکس پاستور (انگلیسی: Álex Pastor؛ زادهٔ ۱ اکتبر ۱۹۹۹) بازیکن فوتبال اهل اسپانیا است.